# 日本赤十字社金色有功章

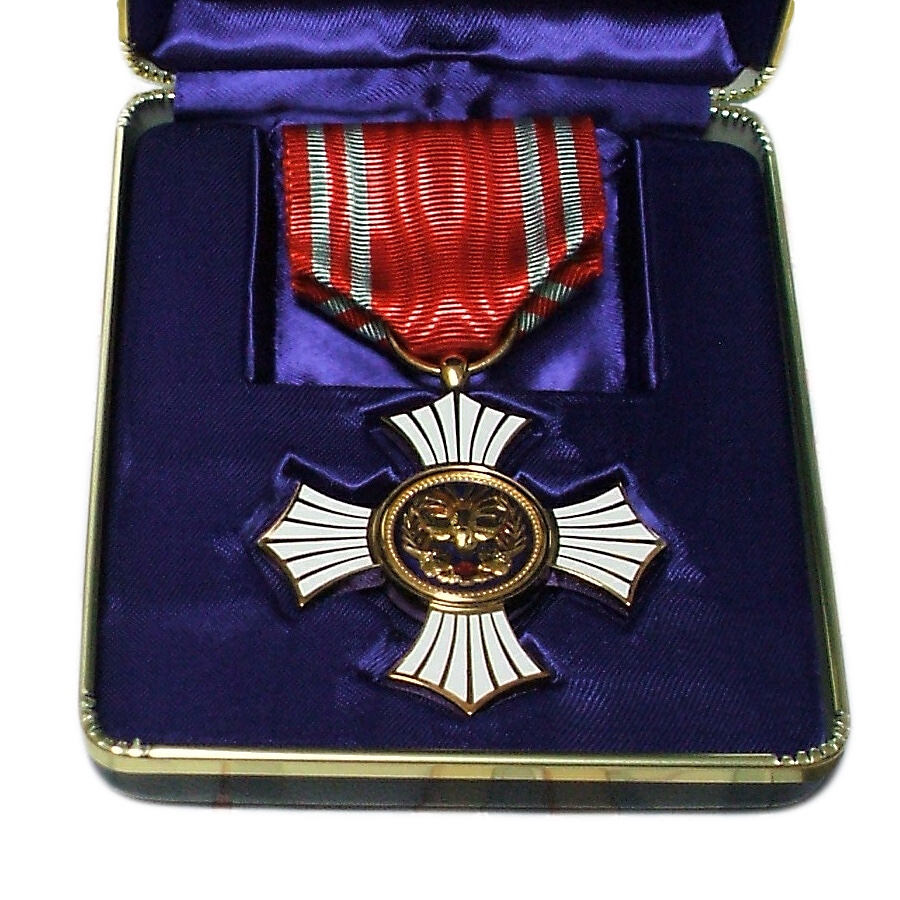
勲章式（男章）

楯式

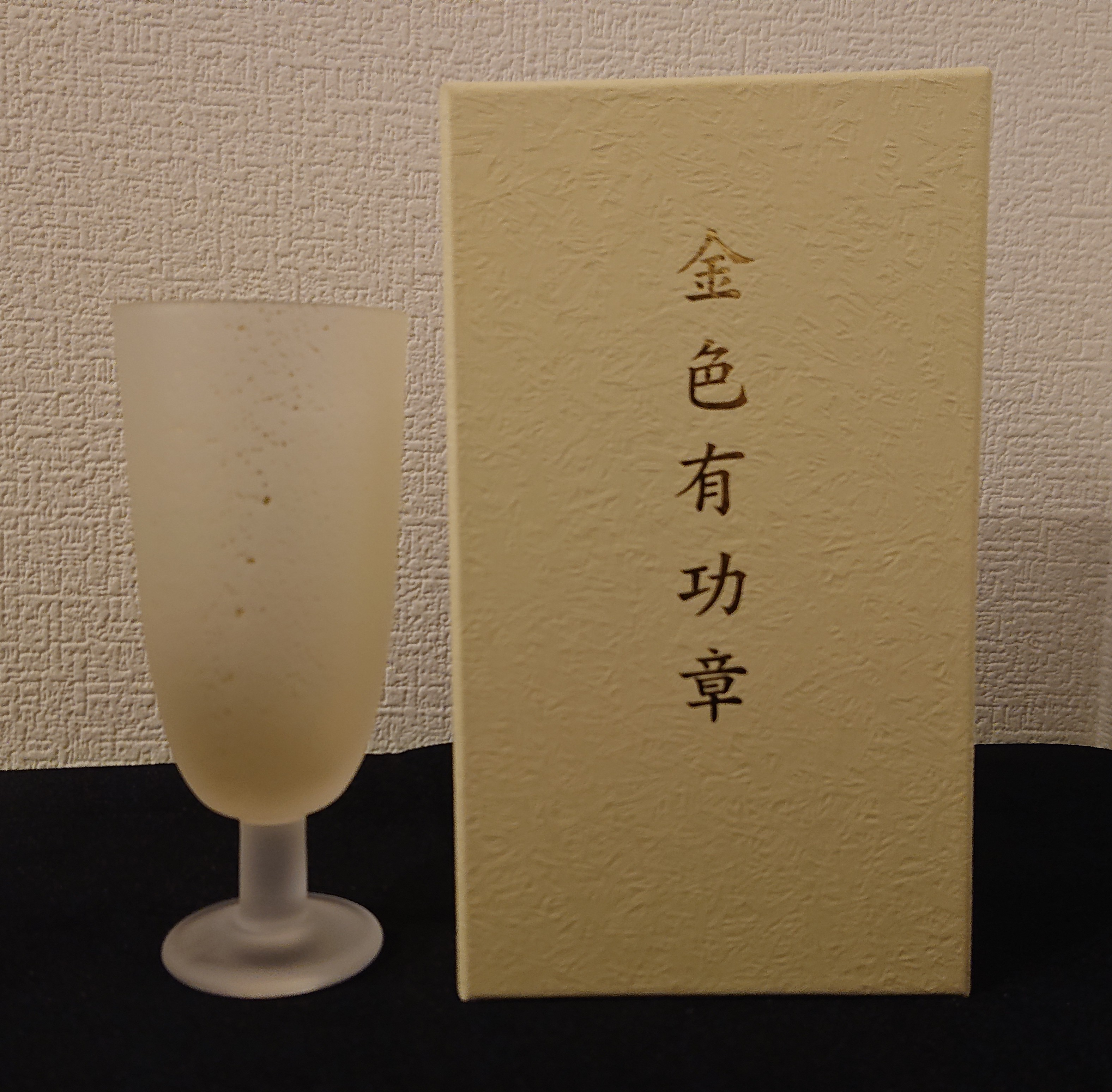
献血100回　杯式

日本赤十字社金色有功章（にっぽんせきじゅうじしゃきんしょくゆうこうしょう）とは、日本赤十字社が永年に渡り赤十字奉仕活動に従事した者、高額な社資の拠出者・寄付者、及び献血に貢献した者などを対象に授与する記章のことである。
勲章式と楯式、杯式の3種類がある。
なお、下位の記章に日本赤十字社銀色有功章がある。

## 概要
日本赤十字社金色有功章の始まりは明治18年に日本赤十字社の表彰制度として定められた勲章式の記章であり、同社においては今日に至るまで最高位の表彰である。同社は日本赤十字社法第7条に基づき定款を定めているが、金色有功章は日本赤十字社定款第17条並びに第18条にて、奉仕活動・寄付・献血等の貢献によりこれを授与している。
金色有功章の贈呈基準としては、赤十字奉仕団等の活動による場合は、20年以上従事した者に勲章式の章、略章及び章記を授与される。寄付による場合は50万円以上の社資の拠出者・寄付者（一時ないし数時にわたり納付した者）がその対象となり、個人の場合は勲章式の章、略章及び章記を、法人・団体の場合は楯式を授与される。また、赤十字奉仕団の団員として永年奉仕した者に対して授与される金色有功章も楯式である。また、名誉社員の称号を受けた者に名誉社員章とともに金色有功章が贈られる。
献血による場合は、100回以上献血した者に杯式（金色のガラス杯）の章及び葉書大の感謝状が授与される。なお、過去には献血功労者にも楯式の物「功労楯」が授与されていたことがある。100回目以降50回毎に飾線（桐竹鳳凰赤十字章の下に追加される矢状の線）が1本ずつ追加された物が授与された。